# 신주쿠구
신주쿠구(일본어: 新宿区 신주쿠쿠[*], 문화어: 신쥬꾸구)는 일본 도쿄도의 특별구이다. 도쿄의 주요 상업과 행정 중심지로 세계에서 제일 승객이 많은 철도역인 신주쿠역과 도쿄도의 행정 중심인 도쿄도청이 있다.

## 개요
신주쿠역 주변에는 백화점, 전자기기와 카메라 상점, 영화관, 식당, 술집이 있다. 많은 국제적인 호텔도 이곳에 있다.
신주쿠구에는 뉴커머 계열의 재일 한국인과 외국인들이 많이 살고 있다. 2005년 10월 1일에 신주쿠구에 등록된 외국인의 수는 107개국에 29,353명이었다. 따라서 도쿄도의 특별구 중 외국인 비율이 가장 높은 구이기도 하다.

## 지리
신주쿠구는 도쿄도의 다른 6개 구에 둘러싸여 있다. 동쪽으로 지요다구, 북쪽으로 분쿄구와 도시마구, 서쪽으로 나카노구, 남쪽으로 시부야구, 미나토구와 접한다. 게다가 네리마구가 몇 미터 떨어지지 않은 곳에 있다. 신주쿠구에서 가장 높은 곳은 다카다노바바역과 신오쿠보역 동쪽의 도야마 공원에 있는 하코네산으로 44.6m이다. 가장 낮은 곳은 리다바시 지구로 4.2m이다.

## 역사
1634년 에도 시대에 에도성의 바깥쪽 해자로 세워졌고 수많은 절과 신사들이 신주쿠구 서쪽 가장자리의 요쓰야 지역으로 옮겨왔다. 1698년에 나이토신주쿠가 이 시기의 고카이도 중 하나인 고슈카이도의 역으로 개발되었다. 나이토는 다이묘의 저택이 있던 지역으로 현재는 공공 공원인 신주쿠 교엔이 있다.
신주쿠구는 1923년 간토 대지진 이후 지진에 비교적 안전한 지역으로써 현재의 모습으로 개발되기 시작했다. 신주쿠구 서쪽은 많은 마천루가 있는 도쿄의 몇 안되는 지역 중 하나이다. 1945년 5월부터 8월까지의 도쿄 대공습으로 신주쿠역 주변 지역 건물의 거의 90%가 파괴되었다.
현재의 신주쿠구는 1947년 3월 15일에 요쓰야구, 우시고메구, 요도바시구가 합쳐져 성립되었고, 1991년에 도쿄도청이 지요다구의 마루노우치 지구에서 현재의 신주쿠구의 청사로 이전하였다.

## 지역
옛 구분에 따라 통용되는 지역명이다.
- 이치가야(市谷) - 신주쿠 동쪽의 상업 지구로 방위성 청사가 있는 곳이다.
- 우시고메(牛込)
- 오쿠보(大久保) - 도쿄에서 가장 잘 알려진 한국인 밀집 지역이다.
- 가구라자카(神楽坂)
- 신주쿠(新宿)
- 다카다노바바(高田馬場)
- 니시신주쿠(西新宿) - 도쿄에서 가장 큰 마천루 지구이다. 신주쿠역 서쪽에 위치해 있다. 도쿄도청사, KDDI 빌딩과 신주쿠 파크타워 등의 고층 건물이 있다.
- 요쓰야(四谷)

### 정명
하위 행정구역인 정명(町名)의 수는 95개로, 이는 도쿄의 특별구 중 가장 많은 수이다.
| - 아이즈미초(愛住町) - 아카기시타마치(赤城下町) - 아카기모토마치(赤城元町) - 아게바초(揚場町) - 아라키초(荒木町) - 이치가야카가초(市谷加賀町) 1~2초메 - 이치가야코라초(市谷甲良町) - 이치가야사도하라초(市谷砂土原町) 1~2초메 - 이치가야사나이초(市谷左内町) - 이치가야다이마치(市谷台町) - 이치가야타카조마치(市谷鷹匠町) - 이치가야타마치(市谷田町) - 이치가야초엔지마치(市谷長延寺町) - 이치가야나카노초(市谷仲之町) - 이치가야하치만초(市谷八幡町) - 이치가야후나가와라마치(市谷船河原町) - 이치가야혼무라초(市谷本村町) - 이치가야야쿠오지마치(市谷薬王寺町) - 이치가야야나기초(市谷柳町) - 이치가야야마부시초(市谷山伏町) - 이와토초(岩戸町) - 에노키초(榎町) - 오쿠보(大久保) 1~3초메 | - 가이타이초(改代町) - 가구라가시(神楽河岸) - 가구라자카(神楽坂) 1~6초메 - 가스미가오카초(霞岳町) - 가스미가오카초(霞ヶ丘町) - 가타마치(片町) - 가부키초(歌舞伎町) 1~2초메 - 가미오치아이(上落合) 1~3초메 - 가와다초(河田町) - 기쿠이초(喜久井町) - 기타신주쿠(北新宿) 1~4초메 - 기타마치(北町) - 기타야마부시초(北山伏町) - 사이쿠마치(細工町) - 사몬초(左門町) - 시나노마치(信濃町) - 시모오치아이(下落合) 1~4초메 - 시모미야미초(下宮比町) - 시로가네초(白銀町) - 신오가와마치(新小川町) - 신주쿠(新宿) 1~7초메 - 스이도초(水道町) - 스가초(須賀町) - 스미요시초(住吉町) | - 다이쿄초(大京町) - 다카다노바바(高田馬場) 1~4초메 - 단스마치(箪笥町) - 쓰키지마치(築地町) - 쓰쿠도초(津久戸町) - 쓰쿠도하치만초(筑土八幡町) - 덴진초(天神町) - 도쓰카마치(戸塚町) 1초메 - 도미히사초(富久町) - 도야마(戸山) 1~3초메 - 나이토마치(内藤町) - 나카이(中井) 1~2초메 - 나카오치아이 1~4초메 - 나카자토초(中里町) - 나카초(中町) - 난도마치(納戸町) - 니시오치아이(西落合) 1~4초메 - 니시고켄초(西五軒町) - 니시신주쿠(西新宿) 1~8초메 - 니짓키마치(二十騎町) - 니시와세다(西早稲田) 1~3초메 | - 바바시타초(馬場下町) - 하라이카타마치(払方町) - 하라마치(原町) 1~3초메 - 히가시에노키초(東榎町) - 히가시고켄초(東五軒町) - 햐쿠닌초(百人町) 1~4초메 - 후쿠로마치(袋町) - 후나마치(舟町) - 벤텐초(弁天町) - 미나미에노키초(南榎町) - 미나미초(南町) - 미나미모토마치(南元町) - 미나미야마부시초(南山伏町) - 야마부키초(山吹町) - 야라이초(矢来町) - 요코테라마치(横寺町) - 요초마치(余丁町) - 요쓰야(四谷) 1~4초메 - 요쓰야사카마치(四谷坂町 - 요쓰야산에이초(四谷三栄町) - 요쓰야혼시오초(四谷本塩町) - 와카바(若葉) 1~3초메 - 와카마쓰초(若松町) - 와카미야초(若宮町) - 와세다쓰루마키초(早稲田鶴巻町) - 와세다마치(早稲田町) - 와세다미나미초(早稲田南町) |

## 경제
세이코 엡손의 도쿄 사무실이 니시신주쿠의 신주쿠 NS 빌딩에 있다. 아트러스의 본사, 닛신 식품의 도쿄 지사가 신주쿠에 있다. 지역 항공사인 에어트란세의 본사가 이곳에 있다.

## 교통

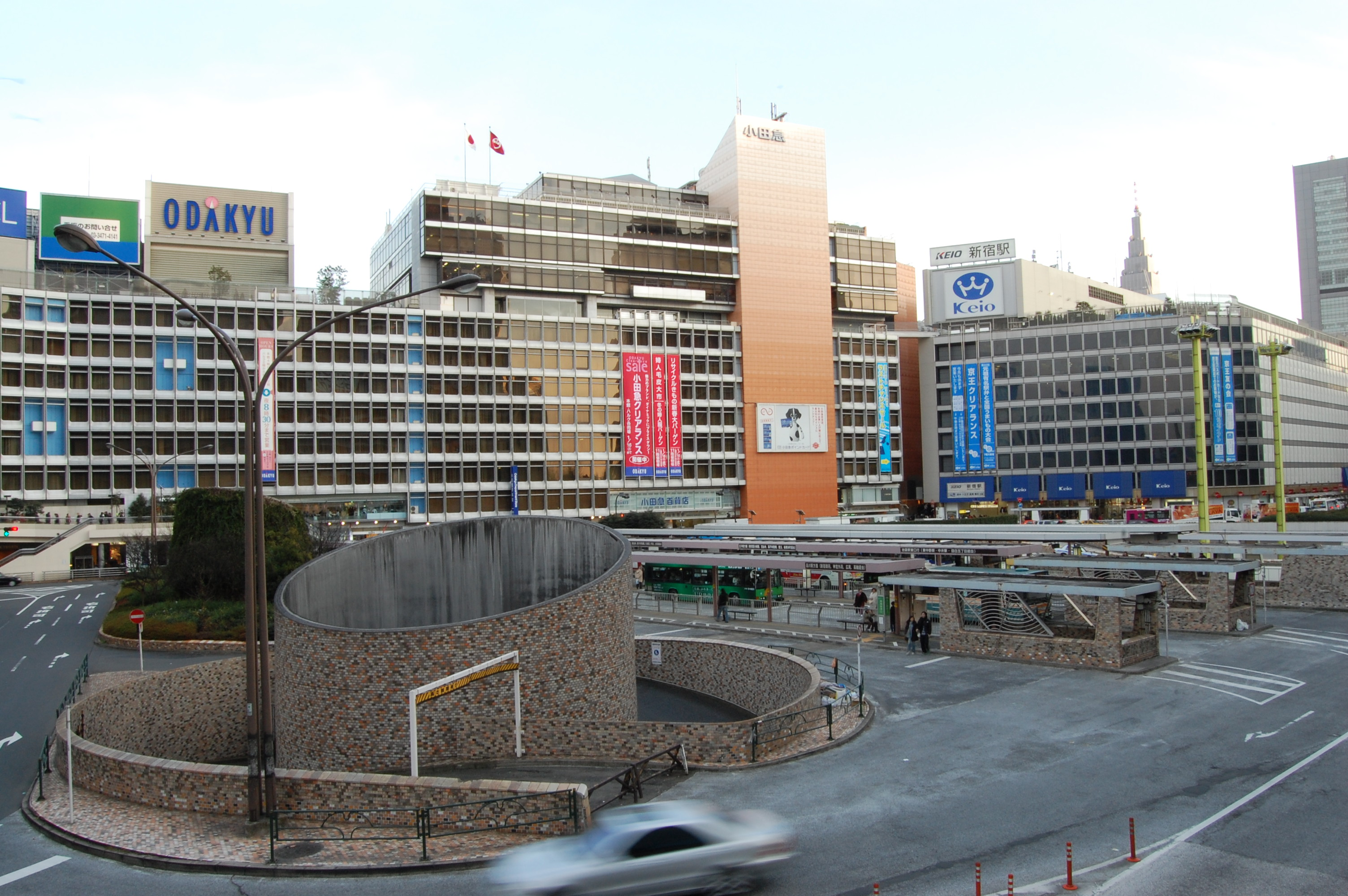
신주쿠역 서쪽 출입구

신주쿠구는 도쿄 교통의 중심이다. 신주쿠역은 매일 약 364만 명의 승객이 이용하여 세계에서 가장 분주한 역이다. 이곳에서 몇 개의 JR 철도 노선과 세 개의 지하철 노선, 세 개의 민영 철도 노선이 교차한다.

### 도로
- 수도고속도로
- 국도 20호선

### 철도
- 동일본 여객철도
  - 야마노테선
    - (시부야구) - 신주쿠역 - 신오쿠보역 - 다카다노바바역 - (도시마구)

  - 주오 본선
  - 주오 소부 완행선
    - (지요다구) - 요쓰야역 - 시나노마치역 - (시부야구) - 신주쿠역 - 오쿠보역 - (나카노구)

  - 사이쿄선
    - (시부야구) - 신주쿠역 - (도시마구)

  - 쇼난 신주쿠 라인
    - (시부야구) - 신주쿠역 - (도시마구)

- 도쿄 메트로
  - 마루노우치선
    - (나카노구) - 니시신주쿠역 - 신주쿠역 - 신주쿠산초메역 - 신주쿠교엔마에역 - 요쓰야산초메역 - 요쓰야역 - (미나토구)

  - 도자이선
    - (나카노구) - 오치아이역 - 다카다노바바역 - 와세다역 - 가구라자카역 - 이다바시역 - (지요다구)

  - 난보쿠선
    - (지요다구) - 요쓰야역 - 이치가야역 - 이다바시역 - (분쿄구)

  - 유라쿠초선
    - (분쿄구) - 이다바시역 - (지요다구)

- 도쿄도 교통국
  - 지하철 신주쿠선
    - 신주쿠역 - 신주쿠산초메역 - 아케보노바시역 - (지요다구)

  - 지하철 오에도선
    - 도초마에(도청 앞)역 - 신주쿠니시구치역 - 히가시신주쿠역 - 와카마쓰카와다역 - 우시고메야나기초역 - 우시고메카구라자카역 - (분쿄구) - (다이토구) - (스미다구) - (고토구) - (주오구) - (미나토구) - 고쿠리쓰쿄기조역 - (시부야구) - 도초마에(도청 앞)역 - 니시신주쿠 5초메역 - (나카노구) - 나카이역 - 오치아이미나미나가사키역 - (나카노구)

  - 도덴 아라카와선
    - (도시마구) - 오모카게바시 정류장 - 와세다 정류장

- 오다큐 전철
  - 오다와라선
    - 신주쿠역 - (시부야구)
- 게이오 전철
  - 게이오선, 게이오 신선
    - 신주쿠역 - (시부야구)
- 세이부 철도
  - 신주쿠선
    - 세이부 신주쿠역 - 다카다노바바역 - 시모오치아이역 - 나카이역 - (나카노구)

## 교육

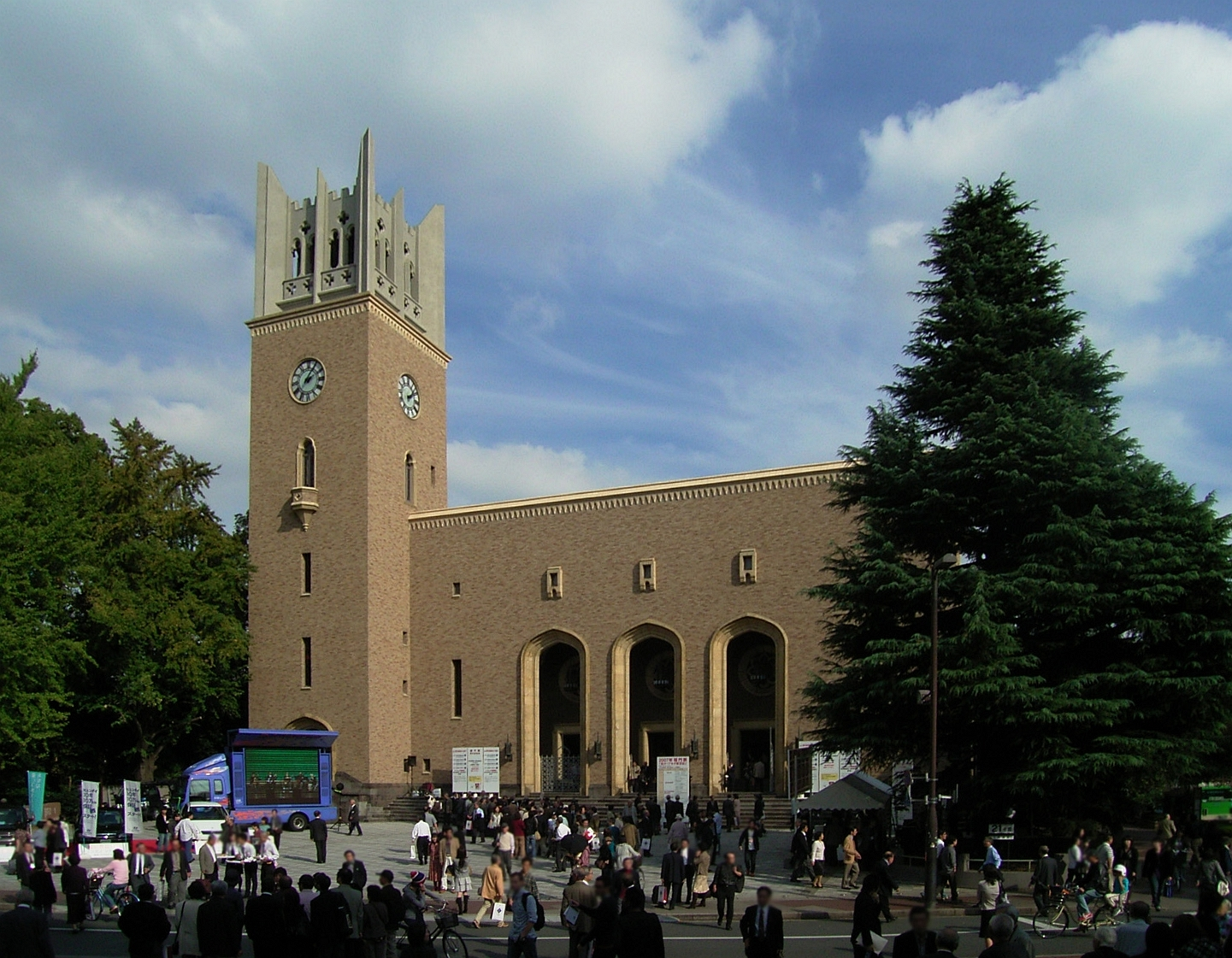
와세다 대학

- 게이오기주쿠 대학 의학부
- 와세다 대학
- 도쿄 의과대학
- 호세이 대학 대학원
- 주오 대학 대학원
- 도쿄 이과대학
- 가쿠슈인 여자대학
- 도쿄 후지 대학
- 메지로 대학
- 고가쿠인 대학
- 레이크랜드 대학 일본 캠퍼스

## 시설

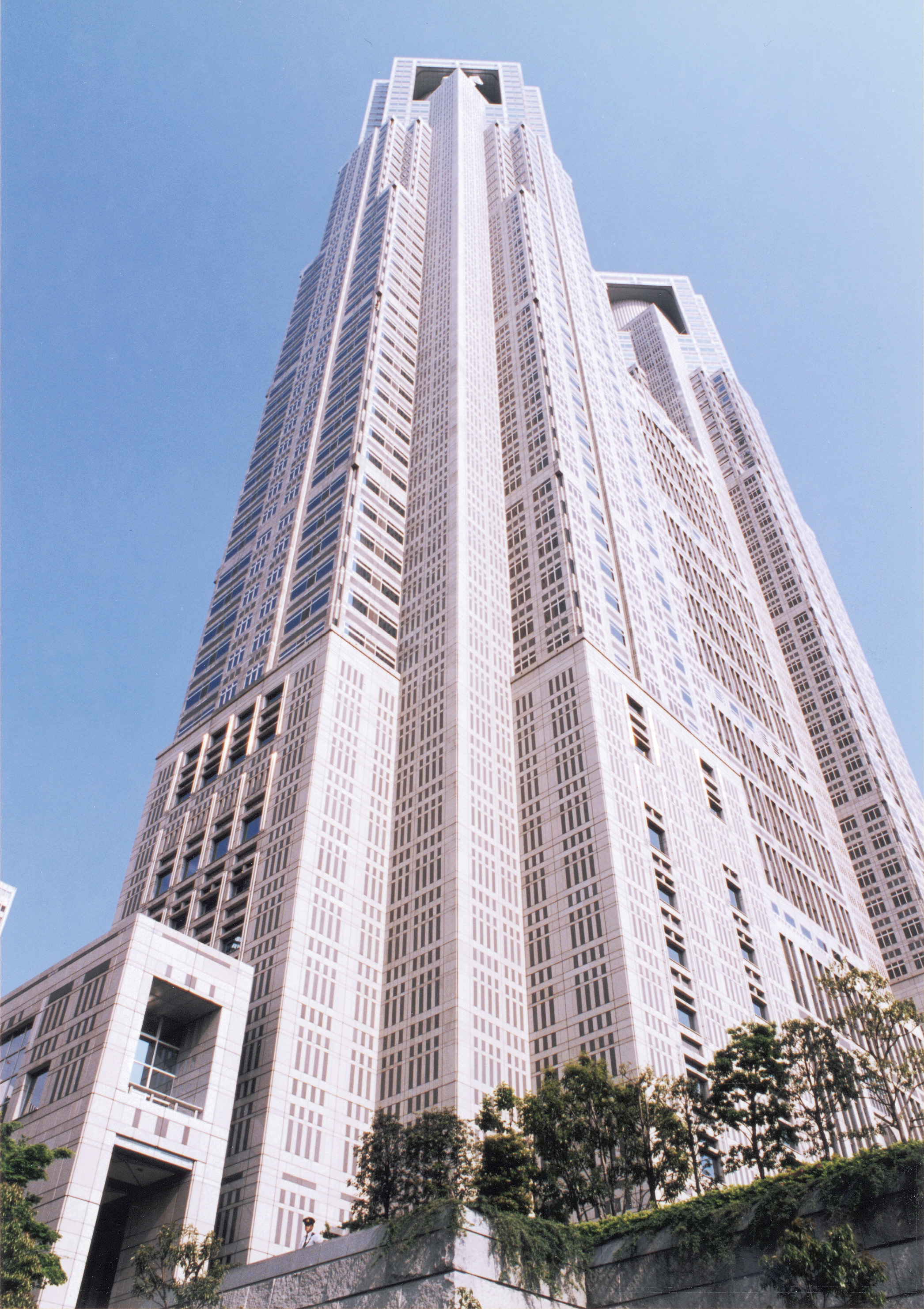
도쿄도청

- 도쿄도청
- 신주쿠 교엔
- 신주쿠 파크타워
- 골든가이
- 가부키초
- 국립 가스미가오카 경기장

## 픽션

### 만화·애니메이션
- 시티 헌터 (가부키초)
- 주술회전(신주쿠 결전)
- DTB 흑의 계약자
- 쿠레나이 (오쿠보)
- 환마대전
- 철완 아톰
- 명탐정 코난
- 코드기어스 반역의 를르슈
- 은혼 (가부키초)
- 천재 바카본
- 도쿄갓파더
- 너의 이름은.
- 심야식당
- 신주쿠 상어

## 자매 도시
- 그리스 레프카다
- 독일 베를린 미테구
- 중국 베이징시 둥청구

## 주요 인물
- 하쿠 신쿤 (白眞勳)
- 와타베 아츠로 (渡部 篤郎)

## 같이 보기
- 일본의 관광